# Марк Аркобелло
Марк Роберт Аркобелло (англ. Mark Robert Arcobello; 12 серпня 1988, м. Мілфорд, США) — американський хокеїст, центральний/правий нападник. Виступає за «Торонто Мейпл-Ліфс» у Національній хокейній лізі.
Виступав за Єльський університет (NCAA), «Оклахома-Сіті Беронс» (АХЛ), «Стоктон Тандер» (ECHL), «Едмонтон Ойлерс», «Нашвілл Предаторс», «Піттсбург Пінгвінс», «Аризона Койотс».
В чемпіонатах НХЛ — 119 матчів (21+28).
У складі національної збірної США учасник чемпіонату світу 2015 (10 матчів, 1+2).
Досягнення
- Бронзовий призер чемпіонату світу (2015)